# Cezar Bononi
Cezar Bononi (nació el 15 de junio de 1986) es un luchador profesional brasileño.

## Primeros años
Antes de su carrera en la lucha libre, Bononi jugó fútbol americano para São Storm en la liga brasileña de fútbol, siendo nombrado por la selección estatal de São Paulo y el equipo brasileño All Brazilian.

## Carrera de lucha libre profesional

### Circuito Independiente (2004-2015)
Bononi entrenó para ser luchador profesional con Bob Junior de la Brazilian Wrestling Federation, y compitió en el circuito independiente en su Brasil natal y Sudamérica bajo el nombre de V8. En la BWF, en una ocasión ganó el BWF Rei Do Ringue Championship.

### WWE

#### NXT (2015-2020)
En octubre de 2015, Bononi fue anunciado como parte de una clase de 19 reclutas para comenzar a entrenar en el WWE Performance Center, en la WWE. Hizo su debut televisivo el 10 de mayo de 2017 en el episodio de NXT, perdiendo ante Aleister Black. Bononi tuvo su primera victoria televisada el 31 de mayo en el episodio de NXT, derrotando a Andrade "Cien" Almas.

## En Lucha
- Movimientos finales
  - Como V8
    - Chokeslam[2][3]
    - Hu3 Driver (Belly-to-back suplex levantando al oponente para un double knee backbreaker)[2]
- Movimientos en firma
  - Falcon Arrow (Sitout suplex slam)
  - Gutwrench powerbomb[2]
- Apodos
  - "Big Block"[2]

## Campeonatos y logros
- Brazilian Wrestling Federation
  - BWF Rei Do Ringue Championship (1 vez)[2]

- WWE
  - NXT Year–End Award for Future Star of NXT (2017)[7]